# Partagas

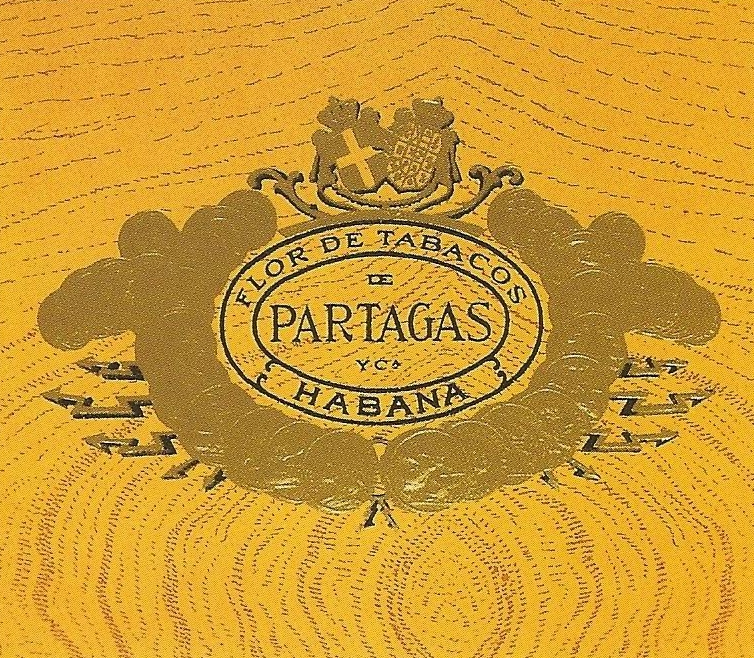
Partagas

Partagas is een merk van sigaren, dat in een Cubaanse en een Dominicaanse variant bestaat.
Partagas draagt de naam van zijn oprichter, Don Jaime Partagas, die het Cubaanse merk in 1840, en het Dominicaanse in 1845 creëerde. De sigaar bestaat in tientallen verschillende formaten en behoort tot de oudste merken ter wereld. De Cubaanse Partagas wordt in het centrum van Havana vervaardigd. Er bestaan zowel machinale als handgemaakte variëteiten, en de Dominicaanse soort bevat, naast lokale tabak, ook mengsels uit Jamaica en Mexico.
Kenmerkend voor de Partagas-sigaar is haar zware smaak; vooral de Cubaanse heeft een rijk, donker aroma, terwijl de Dominicaanse iets zoeter is maar nog steeds tot de zwaardere sigaren behoort.
De sigaar heeft een rood bandje met een gouden rand, waarop een wapenschild staat afgebeeld; de Dominicaanse Partagas bestaat ook in kokers.